# Carmen Țurlea
Carmen Țurlea est une ancienne joueuse roumaine de volley-ball née le 18 novembre 1975 à Cisnădie. Elle mesure 1,85 m et jouait au poste d'attaquante. Elle a totalisé 136 sélections en équipe de Roumanie.

## Clubs
| Club                        | De        | À         |
| --------------------------- | --------- | --------- |
| Rapid Bucarest              | 1994-1995 | 1995-1996 |
| Farul Constanța             | 1996-1997 | 1996-1997 |
| PVF Matera                  | 1997-1998 | 1999-2000 |
| Ester Napoli                | 2000-2001 | 2000-2001 |
| Volley Bergamo              | 2001-2002 | 2002-2003 |
| Chieri Volley               | 2003-2004 | 2003-2004 |
| Giannino Pieralisi Volley   | 2004-2005 | 2004-2005 |
| Santeramo Sport             | 2005-2006 | 2005-2006 |
| Sassuolo Volley             | 2006-2007 | 2008-2009 |
| Busto Arsizio               | 2009-2010 | 2009-2010 |
| Spes Volley                 | 2010-2011 | 2010-2011 |
| River Volley Piacenza       | 2011-2012 | 2012-2013 |
| Volley 2002 Forlì           | 2013-2014 | 2013-2014 |
| Azzurra Volley San Casciano | 2014-2015 | 2015-2016 |
| VBC Casalmaggiore           | 2016-2017 | 2016-2017 |

## Palmarès

### Clubs
- Coupe de la CEV
  - Vainqueur : 2010.
- Championnat d'Italie
  - Vainqueur : 2002, 2013.
- Challenge Cup
  - Finaliste : 2013.
- Coupe d'Italie
  - Vainqueur : 2013.
- Championnat du monde des clubs
  - Finaliste : 2016.

### Distinctions individuelles
- Coupe de la CEV féminine 2009-2010: Meilleure marqueuse et MVP.